# Курахский союз
Курахский союз сельских общин, Курахское вольное общество (лезг. Кьурагьрин кIватIал) — лезгинское государственное образование на юге Дагестана, в западной части исторической области Кюра, существовавшее с XIV века до 1812 года.

## География
Курах располагался в основном на территории нынешнего Курахского района, а также, частично на территории Хивского и Сулейман-Стальского районов. Основная река — Курах. С юга Курахский союз сельских общин граничил с Алтыпаринским и Ахтыпаринским вольными обществами по вершине Самурского хребта. На юго-западе граничил с Рутульским бекством. На севере с Казикумухским ханством.

## История
В 1511—1512 годах войска сефевидского шаха Исмаила І и отряды ширваншаха заняли Кюру и нанесли поражение Курахскому союзу. В 1585 году Курахское общество подверглось нападению со стороны турок. Столичное селение Курах было захвачено и разрушено. В 1604 году вспыхнуло крестьянское восстание против гнёта местных беков. Было перебито много угнетателей, однако, добиться победы не удалось. В 1735 году сёла Курахского союза подверглись нападению войск Надир-шаха. Завоевателю было оказано сопротивление, однако по причине неравности сил персы победили. Были проведены акты психологической деморализации населения путём бессмысленных жестокостей, массовых казней. В конце 18 века Курахские владения входят в состав Казикумухского ханства, а с 1812 года — в составе Кюринского ханства.

## Административное и общественно-политическое устройство
В XV веке в Курахский союз входило шесть сёл: Курах, Шимихюр, Гельхен, Анкар, Кочхюр, Штул.

## Экономика

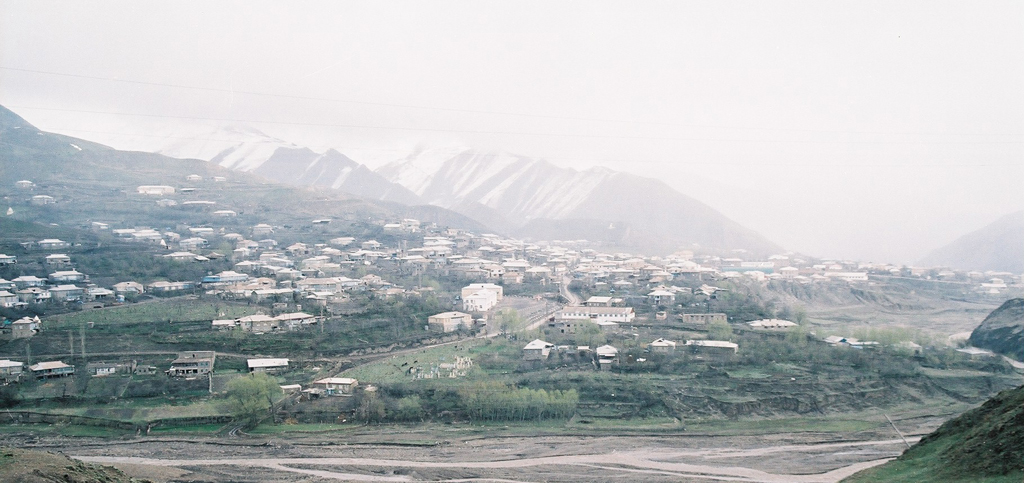
Панорама села Курах

Хозяйство сёл Курахского союза базировалось в основном на скотоводстве и земледелии. В высокогорных местностях преобладало террасирование. Зимой стада перегонялись в ширванские луга на выпас. Также население было занято народными промыслами — ковроткачество, ковка, прядение и др.